# Lode Van Dessel
Lode Van Dessel (* 5. Februar 1909 in Sint-Katelijne-Waver; † 7. Juli 1993 in Aalst) war ein belgisch-amerikanischer Organist und Komponist.
Van Dessel studierte am Lemmensinstituut in Mechelen bei Jules Van Nuffel, Flor Peeters und Marinus de Jong. Ab 1928 war er Organist an der St.-Pieterskerk in Turnhout und unterrichtete an der Städtischen Musikakademie. Er gründete den Kammerchor De Vedel und war maßgeblich an der Gründung der Kon. Turnhoutse Concertvereniging beteiligt. 1947 ging er in die USA und wurde Organist an der St.-Thomas-Church in Ann Arbor. 1949 übernahm er die Organistenstelle an der St.-Aloysius-Church in Detroit und wurde Lehrer für Orgel, Klavier, Harmonielehre und Kontrapunkt am Palestrinainstitut für liturgische Musik.
Neben Klavier- und Orgelwerken und Liedern komponierte Van Dessel u. a. elf Messen, zwei Oratorien, das Singspiel Monica, die Chorsuite Ring om het Jaar,  eine Ouvertüre (King Lear) für großes Orchester, eine Symphonietta da Camera, eine Ballettsuite, zwei Orgelsuiten und Streichquartette.